# Wat Pa Sak
De Wat Pa Sak (Thai: วัดป่าสัก; "Tempel van het Teakbos") is een boeddhistische tempel in Chiang Saen in Thailand. De tempel staat net buiten de stadsmuur van de plaats en kreeg zijn naam door de planting van 300 teakbomen toen de tempel werd gebouwd. De Wat Pa Sak is gebouwd tussen 1295 en de jaren 1340 en is kortgeleden volledig gerestaureerd in opdracht van het Thaise ministerie van Schone Kunsten.

## Geschiedenis
Het exacte bouwjaar van de Wat Pa Sak is onbekend, maar ligt tussen 1295 en de jaren 1340. De tempel werd gebouwd toen Chiang Saen een belangrijke stad werd in het koninkrijk Lanna. De koning van het koninkrijk Saen Phu liet de tempel bouwen.
De Wat Pa Sak is vaker gerestaureerd, waaronder door een latere koning van het koninkrijk Lanna in de 15e eeuw. Deze restauraties hebben het moeilijker gemaakt om het bouwjaar van de tempel te achterhalen.

## Architectuur
De Wat Pa Sak is gebouwd in de oude klassieke Lanna-stijl, maar heeft ook enkele invloeden van de Sukhothai-stijl, van de Hariphunchai-stijl en van de Pagan-stijl.
Het best bewaard gebleven onderdeel is de 12,5 meter hoge chedi met stucwerk.
Bijzonder zijn de grote afbeeldingen van Boeddha in het stucwerk, die een van de weinige voorbeelden zijn uit deze tijd. Deze afbeeldingen hebben aureolen, die niet meer na de 14e eeuw werden gemaakt. Boeddha is lopend en staand afgebeeld, wat wijst naar de Sukhothai-stijl.
Er zijn in de Wat Pa Sak ook afbeeldingen van mythische wezens in het stucwerk. Er zijn dwergen op de lagen afgebeeld als bewakers. Er zijn ook afbeeldingen van Makara, een zeewezen, van Singh, een leeuw en van Garoeda, die ook uit de Sukhothai-stijl komt en ook de stadsmuren siert.

## Mythologie
Net als de meeste chedi's symboliseert de vorm van de Wat Pa Sak de Mount Meru. Het Himavatbos op de voet van de chedi was de plaats van de Mythische wezens.